# A Virginia Courtship
A Virginia Courtship er en amerikansk stumfilm fra 1921 af Frank O'Connor.

## Medvirkende
- May McAvoy som Prudence Fairfax
- Alec B. Francis som Fairfax
- Jane Keckley som Betty Fairfax
- L. M. Wells som Squire Fenwick
- Casson Ferguson som Tom Fairfax
- Kathlyn Williams som Constance Llewellyn